# Centrobasket Femenino 2014
El XIX Centrobasket Femenino de 2014 se llevó a cabo en Monterrey, Nuevo León en México del 22 al 26 de junio de 2014 en el Gimnasio Nuevo León Unido. Los cuatro primeros lugares de este torneo calificaron al Campeonato FIBA Américas Femenino de 2015  que se realizó en la ciudad de Edmonton, Alberta en Canadá, del 9 al 16 de agosto de 2015.

## Equipos participantes
- Costa Rica
- Cuba
- El Salvador
- Islas Vírgenes
- Jamaica
- México
- Puerto Rico
- República Dominicana

## Resultados

### Fase de grupos

#### Grupo A
| # | Equipo               | PJ | G | P | PE  | PP  | Dif  | Pts |
| - | -------------------- | -- | - | - | --- | --- | ---- | --- |
| 1 | Puerto Rico          | 3  | 3 | 0 | 246 | 104 | +142 | 6   |
| 2 | República Dominicana | 3  | 2 | 1 | 145 | 169 | -24  | 5   |
| 3 | México               | 3  | 1 | 2 | 179 | 186 | -7   | 4   |
| 4 | Costa Rica           | 3  | 0 | 3 | 115 | 226 | -111 | 3   |

Todos los horarios corresponden al huso horario local (UTC–6).
| 22 de julio, 17:45 | República Dominicana                                                       | 27–70                | Puerto Rico                                                         | Monterrey                           |  |
|                    | Parciales: 5-19, 7-16, 6-17, 9-18                                          |                      |                                                                     |                                     |  |
|                    | Estadísticas Y. Morton, D. Andular (7) Yamel Abreu (6) Cinco jugadoras (1) | Reporte Pts Reb Asts | Estadísticas (15) Sandra García (7) Sandra García (7) Carla Cortijo | Pabellón: Gimnasio Nuevo León Unido |  |

| 22 de julio, 20:00 | México                                                                       | 74–44                | Costa Rica                                                             | Monterrey                           |  |
|                    | Parciales: 18-13, 22-11, 25-6, 9-14                                          |                      |                                                                        |                                     |  |
|                    | Estadísticas Jazmín Valenzuela (21) Jazmín Valenzuela (12) Mónica García (5) | Reporte Pts Reb Asts | Estadísticas (16) Natalia Galvez (12) Ana Matamoros (5) María Alvarado | Pabellón: Gimnasio Nuevo León Unido |  |

| 23 de julio, 17:45 | Costa Rica                                                               | 27–92                | Puerto Rico                                                             | Monterrey                           |  |
|                    | Parciales: 14-25, 4-16, 4-30, 5-21                                       |                      |                                                                         |                                     |  |
|                    | Estadísticas Ana Matamoros (10) Ana Matamoros (17) Silvia Betancourt (2) | Reporte Pts Reb Asts | Estadísticas (17) Sandra García (11) Sandra García (6) Yahimily Cabrera | Pabellón: Gimnasio Nuevo León Unido |  |

| 23 de julio, 20:00 | República Dominicana                                                  | 58–55                | México                                                                        | Monterrey                           |  |
|                    | Parciales: 15-15, 10-15, 11-11, 22-14                                 |                      |                                                                               |                                     |  |
|                    | Estadísticas Carmen Guzmán (17) Yohanna Morton (9) Melissa Santos (3) | Reporte Pts Reb Asts | Estadísticas (15) Jazmín Valenzuela (16) Jazmín Valenzuela (6) Sandra Sánchez | Pabellón: Gimnasio Nuevo León Unido |  |

| 24 de julio, 17:45 | República Dominicana                                                      | 60–44                | Costa Rica                                                                   | Monterrey                           |  |
|                    | Parciales: 15-23, 14-3, 16-8, 15-10                                       |                      |                                                                              |                                     |  |
|                    | Estadísticas Andreina Paniagua (17) Sugeiry Monsac (9) Sugeiry Monsac (3) | Reporte Pts Reb Asts | Estadísticas (14) Ana Matamoros (17) Ana Matamoros (2) N. Gálvez, S. Jiménez | Pabellón: Gimnasio Nuevo León Unido |  |

| 24 de julio, 20:00 | México                                                                               | 50–84                | Puerto Rico                                                          | Monterrey                           |  |
|                    | Parciales: 15-16, 15-25, 10-27, 10-16                                                |                      |                                                                      |                                     |  |
|                    | Estadísticas Casandra Asencio (23) Jazmín Valenzuela (12) M. Lara, J. Valenzuela (2) | Reporte Pts Reb Asts | Estadísticas (15) Carla Cortijo (12) Sandra García (5) Carla Cortijo | Pabellón: Gimnasio Nuevo León Unido |  |

#### Grupo B
| # | Equipo         | PJ | G | P | PE  | PP  | Dif | Pts |
| - | -------------- | -- | - | - | --- | --- | --- | --- |
| 1 | Cuba           | 3  | 3 | 0 | 214 | 129 | +85 | 6   |
| 2 | Islas Vírgenes | 3  | 2 | 1 | 163 | 147 | +16 | 5   |
| 3 | Jamaica        | 3  | 1 | 2 | 152 | 168 | -16 | 4   |
| 4 | El Salvador    | 3  | 0 | 3 | 108 | 193 | -85 | 3   |

Todos los horarios corresponden al huso horario local (UTC–6).
| 22 de julio, 13:15 | Islas Vírgenes                                                        | 56–46                | Jamaica                                                                                  | Monterrey                           |  |
|                    | Parciales: 12-9, 14-9, 15-15, 15-13                                   |                      |                                                                                          |                                     |  |
|                    | Estadísticas Natalie Day (24) Natalie Day (18) T. Carey, L. Bough (3) | Reporte Pts Reb Asts | Estadísticas (15) Shereesha Richards (7) S. Dixon, A. Latouche (2) A. Latouche, L. Dixon | Pabellón: Gimnasio Nuevo León Unido |  |

| 22 de julio, 15:30 | El Salvador                                                                     | 31–78                | Cuba                                                                  | Monterrey                           |  |
|                    | Parciales: 4-21, 6-22, 8-20, 13-15                                              |                      |                                                                       |                                     |  |
|                    | Estadísticas Hilary Martínez (10) Hilary Martínez (6) M. Escobar, K. Campos (2) | Reporte Pts Reb Asts | Estadísticas (13) Marlen Cepeda (14) Marlen Cepeda (4) Oyanaisy Gelis | Pabellón: Gimnasio Nuevo León Unido |  |

| 23 de julio, 13:15 | Jamaica                                                                   | 58–36                | El Salvador                                                            | Monterrey                           |  |
|                    | Parciales: 15-14, 14-8, 13-11, 16-3                                       |                      |                                                                        |                                     |  |
|                    | Estadísticas Shereesha Richards (30) Mitchell (12) S. Dixon, L. Dixon (3) | Reporte Pts Reb Asts | Estadísticas (12) Mónica Escobar (6) Mónica Escobar (1) Seis jugadoras | Pabellón: Gimnasio Nuevo León Unido |  |

| 23 de julio, 15:30 | Cuba                                                                        | 60–50                | Islas Vírgenes                                                  | Monterrey                           |  |
|                    | Parciales: 12-10, 10-9, 20-14, 18-17                                        |                      |                                                                 |                                     |  |
|                    | Estadísticas Marlen Cepeda (17) Marlen Cepeda (10) O. Gelis, L. Oquendo (3) | Reporte Pts Reb Asts | Estadísticas (23) Natalie Day (14) Natalie Day (4) Lanase Bough | Pabellón: Gimnasio Nuevo León Unido |  |

| 24 de julio, 13:15 | El Salvador                                                                 | 41–57                | Islas Vírgenes                                                  | Monterrey                           |  |
|                    | Parciales: 12-15, 10-10, 10-17, 9-15                                        |                      |                                                                 |                                     |  |
|                    | Estadísticas Hillary Martínez (17) Hillary Martínez (12) Mónica Escobar (3) | Reporte Pts Reb Asts | Estadísticas (16) Natalie Day (11) Natalie Day (6) Lanase Bough | Pabellón: Gimnasio Nuevo León Unido |  |

| 24 de julio, 15:30 | Jamaica                                                              | 48–76                | Cuba                                                                         | Monterrey                           |  |
|                    | Parciales: 7-23, 12-19, 19-15, 10-19                                 |                      |                                                                              |                                     |  |
|                    | Estadísticas Shenneika Smith (17) Tajay Ashmeade (9) Sasha Dixon (3) | Reporte Pts Reb Asts | Estadísticas (19) Yamara Amargo (10) Clenia Noblet (5) I. Casanova, O. Gelis | Pabellón: Gimnasio Nuevo León Unido |  |

### Fase final
|  | Semifinales 25 de julio | Semifinales 25 de julio | Semifinales 25 de julio |      |    | Final 26 de julio | Final 26 de julio    | Final 26 de julio |  |
|  |                         |                         |                         |      |    |                   |                      |                   |  |
|  |                         |                         |                         |      |    |                   |                      |                   |  |
|  | 1A                      | Puerto Rico             | 68                      |      |    |                   |                      |                   |  |
|  | 1A                      | Puerto Rico             | 68                      |      |    |                   |                      |                   |  |
|  | 2B                      | Islas Vírgenes          | 51                      |      |    |                   |                      |                   |  |
|  | 2B                      | Islas Vírgenes          | 51                      |      | 1A | Puerto Rico       | 47                   |                   |  |
|  |                         |                         |                         |      | 1A | Puerto Rico       | 47                   |                   |  |
|  |                         |                         | 1B                      | Cuba | 58 |                   |                      |                   |  |
|  | 1B                      | Cuba                    | 1B                      | Cuba | 58 | 71                |                      |                   |  |
|  | 1B                      | Cuba                    |                         |      |    | 71                |                      |                   |  |
|  | 2A                      | República Dominicana    | 44                      |      |    | Tercer lugar      | Tercer lugar         | Tercer lugar      |  |
|  | 2A                      | República Dominicana    | 44                      |      |    | Tercer lugar      | Tercer lugar         | Tercer lugar      |  |
|  |                         |                         |                         |      |    |                   |                      |                   |  |
|  |                         |                         |                         |      |    | 2B                | Islas Vírgenes       | 55                |  |
|  |                         |                         |                         |      |    | 2B                | Islas Vírgenes       | 55                |  |
|  |                         |                         |                         |      |    | 2A                | República Dominicana | 61                |  |
|  |                         |                         |                         |      |    | 2A                | República Dominicana | 61                |  |
|  |                         |                         |                         |      |    |                   |                      |                   |  |

|  | Reclasificación 25 de julio | Reclasificación 25 de julio | Reclasificación 25 de julio |         |    | Quinto puesto 26 de julio | Quinto puesto 26 de julio | Quinto puesto 26 de julio |  |
|  |                             |                             |                             |         |    |                           |                           |                           |  |
|  |                             |                             |                             |         |    |                           |                           |                           |  |
|  | 3A                          | México                      | 60                          |         |    |                           |                           |                           |  |
|  | 3A                          | México                      | 60                          |         |    |                           |                           |                           |  |
|  | 4B                          | El Salvador                 | 48                          |         |    |                           |                           |                           |  |
|  | 4B                          | El Salvador                 | 48                          |         | 3A | México                    | 63                        |                           |  |
|  |                             |                             |                             |         | 3A | México                    | 63                        |                           |  |
|  |                             |                             | 3B                          | Jamaica | 49 |                           |                           |                           |  |
|  | 3B                          | Jamaica                     | 3B                          | Jamaica | 49 | 81                        |                           |                           |  |
|  | 3B                          | Jamaica                     |                             |         |    | 81                        |                           |                           |  |
|  | 4A                          | Costa Rica                  | 40                          |         |    | Séptimo puesto            | Séptimo puesto            | Séptimo puesto            |  |
|  | 4A                          | Costa Rica                  | 40                          |         |    | Séptimo puesto            | Séptimo puesto            | Séptimo puesto            |  |
|  |                             |                             |                             |         |    |                           |                           |                           |  |
|  |                             |                             |                             |         |    | 4B                        | El Salvador               | 44                        |  |
|  |                             |                             |                             |         |    | 4B                        | El Salvador               | 44                        |  |
|  |                             |                             |                             |         |    | 4A                        | Costa Rica                | 33                        |  |
|  |                             |                             |                             |         |    | 4A                        | Costa Rica                | 33                        |  |
|  |                             |                             |                             |         |    |                           |                           |                           |  |

#### Reclasificación 5°-8° puesto
| 25 de julio, 13:15 | México                                                                 | 60–48                | El Salvador                                                                     | Monterrey                           |  |
|                    | Parciales: 11-13, 9-12, 23-7, 17-16                                    |                      |                                                                                 |                                     |  |
|                    | Estadísticas Casandra Asencio (16) Myriam Lara (11) Sandra Sánchez (4) | Reporte Pts Reb Asts | Estadísticas (24) Hillary Martínez (9) H. Martínez, V. Heredia (3) Kenia Campos | Pabellón: Gimnasio Nuevo León Unido |  |

| 25 de julio, 15:30 | Jamaica                                                                    | 81–40                | Costa Rica                                                                 | Monterrey                           |  |
|                    | Parciales: 17-4, 23-9, 17-15, 24-12                                        |                      |                                                                            |                                     |  |
|                    | Estadísticas Shereesha Richards (25) Angelee Latouche (13) Sasha Dixon (6) | Reporte Pts Reb Asts | Estadísticas (11) Marielena Vargas (8) Ana Matamoros (4) Silvia Betancourt | Pabellón: Gimnasio Nuevo León Unido |  |

#### Semifinales
| 25 de julio, 17:45 | Puerto Rico                                                              | 68–51                | Islas Vírgenes                                                           | Monterrey                           |  |
|                    | Parciales: 9-12, 19-9, 20-14, 20-16                                      |                      |                                                                          |                                     |  |
|                    | Estadísticas Carla Cortijo (19) Yahimily Cabreara (13) Carla Cortijo (7) | Reporte Pts Reb Asts | Estadísticas (14) Tanecka Carey (12) Natalie Day (3) T. Carey, Y. Javois | Pabellón: Gimnasio Nuevo León Unido |  |

| 25 de julio, 20:00 | Cuba                                                                    | 71–44                | República Dominicana                                                      | Monterrey                           |  |
|                    | Parciales: 17-10, 21-10, 9-6, 24-18                                     |                      |                                                                           |                                     |  |
|                    | Estadísticas Oyanaisy Gelis (13) Marlen Cepeda (8) Ineidis Casanova (6) | Reporte Pts Reb Asts | Estadísticas (13) Jennifer Estrella (7) Melissa Santos (2) Tres jugadores | Pabellón: Gimnasio Nuevo León Unido |  |

#### Partido por el séptimo puesto
| 26 de julio, 13:15 | El Salvador                                                   | 44–33                | Costa Rica                                                             | Monterrey                           |  |
|                    | Parciales: 15-11, 8-9, 12-6, 9-7                              |                      |                                                                        |                                     |  |
|                    | Estadísticas Mónica Escobar (15) H. Martínez, M. Calderón (3) | Reporte Pts Reb Asts | Estadísticas (13) Ana Matamoros (16) Ana Matamoros (1) Cinco jugadoras | Pabellón: Gimnasio Nuevo León Unido |  |

#### Partido por el quinto puesto
| 26 de julio, 15:30 | México                                                      | 63–49                | Jamaica                                                                      | Monterrey                           |  |
|                    | Parciales: 12-12, 14-11, 13-13, 24-13                       |                      |                                                                              |                                     |  |
|                    | Estadísticas Jazmín Valenzuela (15) S. Sánchez, M. Lara (3) | Reporte Pts Reb Asts | Estadísticas (19) Shereesha Richards (12) Shereesha Richards (5) Sasha Dixon | Pabellón: Gimnasio Nuevo León Unido |  |

#### Partido por el tercer puesto
| 26 de julio, 17:45 | Islas Vírgenes                                                       | 55–61                | República Dominicana                                                   | Monterrey                           |  |
|                    | Parciales: 11-16, 9-12, 20-15, 15-18                                 |                      |                                                                        |                                     |  |
|                    | Estadísticas Tanecka Carey (18) Natalie Day (13) Akkema Richards (3) | Reporte Pts Reb Asts | Estadísticas (11) Sugeiry Monsac (7) Melissa Santos (4) Sugeiry Monsac | Pabellón: Gimnasio Nuevo León Unido |  |

#### Final
| 26 de julio, 20:00 | Puerto Rico                                                            | 47–58                | Cuba                                                                         | Monterrey                           |  |
|                    | Parciales: 6-15, 14-14, 14-16, 13-13                                   |                      |                                                                              |                                     |  |
|                    | Estadísticas Carla Cortijo (21) Yahimily Cabrera (6) Carla Cortijo (5) | Reporte Pts Reb Asts | Estadísticas (19) Yamara Amargo (23) Clenia Noblet (4) I. Casanova, O. Gelis | Pabellón: Gimnasio Nuevo León Unido |  |

|                          |
| Bandera de Cuba          |
| Campeón Cuba 16.º título |

### Premios
| Categoría                  | Ganadora                                                                                                   |
| -------------------------- | --- |
| Jugadora Más Valiosa (MVP) | Yamara Amargo Delgado                                                                                      |
| Cuadro Ideal               | Carla Cortijo Sánchez Tanecka Loreal Carey Natalie Nicole Kleemann-Day Yamara Amargo Delgado Sandra García |

## Posiciones finales
| Pos.              | Equipo               |
| ----------------- | -------------------- |
| Medalla de oro    | Cuba                 |
| Medalla de plata  | Puerto Rico          |
| Medalla de bronce | República Dominicana |
| 4                 | Islas Vírgenes       |
| 5                 | México               |
| 6                 | Jamaica              |
| 7                 | El Salvador          |
| 8                 | Costa Rica           |

## Clasificados alAmeriCup Femenino 2015
| Bandera de Cuba | Bandera de Islas Vírgenes de los Estados Unidos | Bandera de Puerto Rico | Bandera de la República Dominicana |
| Cuba            | Islas Vírgenes                                  | Puerto Rico            | República Dominicana               |
| --------------- | ----------------------------------------------- | ---------------------- | ---------------------------------- |